# Another Sad Love Song
Another Sad Love Song é o primeiro single do álbum Toni Braxton da cantora de nome homônimo, neste seu álbum de estreia, são cinco faixas que integram o compacto de "Another Sad Love Song", todas derivadas da mesma canção, além da versão original do álbum, pode se contar com um remix, uma versão instrumental, um remix em radio edit, e um pequena canção-compacto da versão original. Com "Another Sad Love Song" Braxton ganhou seu primeiro Grammy, sob melhor performance feminina de r&b na categoria de 1994.

## Videoclipe
O videoclipe da canção foi lançado em duas versões diferentes. A primeira versão foi filmada em preto e branco e contou com a versão original da música. A segunda versão foi filmada em cores e foi remixada para apelar a um público mais vasto. Ambas as versões foram bem sucedidos e permaneceram em alta rotação durante o verão de 1993.

## Desempenho Comercial
A canção provou ser um sucesso ao alcançar o 5 lugar no Billboard Hot 100, além de integrar na Hot Adult Contemporary Tracks, na posição #08, além de #02 na Hot R&B/Hip-Hop Songs, alcançou o número #15 no Reino Unido, número #23 na Holanda e #06 na Alemanha.

## Faixas
Estados Unidos CD single
1. "Another Sad Love Song" (Remix Radio Edit) – 4:40
2. "Another Sad Love Song" (Extended Remix) – 5:27
3. "Another Sad Love Song" (Smoothed Out Version) – 4:23
4. "Another Sad Love Song" (Remix Instrumental) – 5:01
5. "Another Sad Love Song" (Album Version) – 5:01

Estados Unidos promo CD single
1. "Another Sad Love Song" (Radio Edit) – 4:13
2. "Another Sad Love Song" (Album Version) – 5:01
3. "Another Sad Love Song" (Album Instrumental) – 5:02

Reino Unido CD single (1993)
1. "Another Sad Love Song" (Radio Edit) – 4:13
2. "Give U My Heart" (Album Radio Edit) (Babyface featuring Toni Braxton) – 4:09
3. "Another Sad Love Song" (Smoothed Out Version) – 4:23
4. "Another Sad Love Song" (Album Version) – 5:01

Reino Unido CD single (1994)
1. "Another Sad Love Song" (Album Version) – 5:01
2. "Another Sad Love Song" (Remix Radio Edit) – 4:43
3. "Another Sad Love Song" (Extended Remix) – 5:28
4. "Another Sad Love Song" (Smoothed Out Version) – 4:23

Alemanha CD single
1. "Another Sad Love Song" (Radio Edit) – 4:13
2. "Another Sad Love Song" (Smoothed Out Version) – 4:23
3. "Another Sad Love Song" (Extended Remix) – 5:28
4. "Another Sad Love Song" (Album Version) – 5:01

Reino Unido EP
1. "Another Sad Love Song" (Album Version) – 5:01
2. "Breathe Again" (Live from |The Apollo) – 4:30
3. "Best Friend" (Album Version) – 4:28
4. "Give U My Heart" (Boomerang Album Version) (Babyface featuring Toni Braxton) – 5:04

## Charts
| Chart (1993)                           | Posição       |
| -------------------------------------- | ------------- |
| German Singles Chart                   | 60            |
| U.S. Billboard Hot 100                 | 5             |
| U.S. Billboard Hot R&B/Hip-Hop Songs   | 2             |
| U.S. Billboard Hot Dance Singles Sales | 32            |
| U.S. Billboard Adult Contemporary      | 8             |
| Chart (1994)                           | Peak position |
| Dutch Top 40                           | 23            |
| UK Singles Chart                       | 15            |